# Li Ling (judoczka)
Li Ling (ur. 4 listopada 1978) –   chińska judoczka.
Startowała w Pucharze Świata w 1998. Brązowa medalistka mistrzostw Azji w 1997 roku.